# Controversia

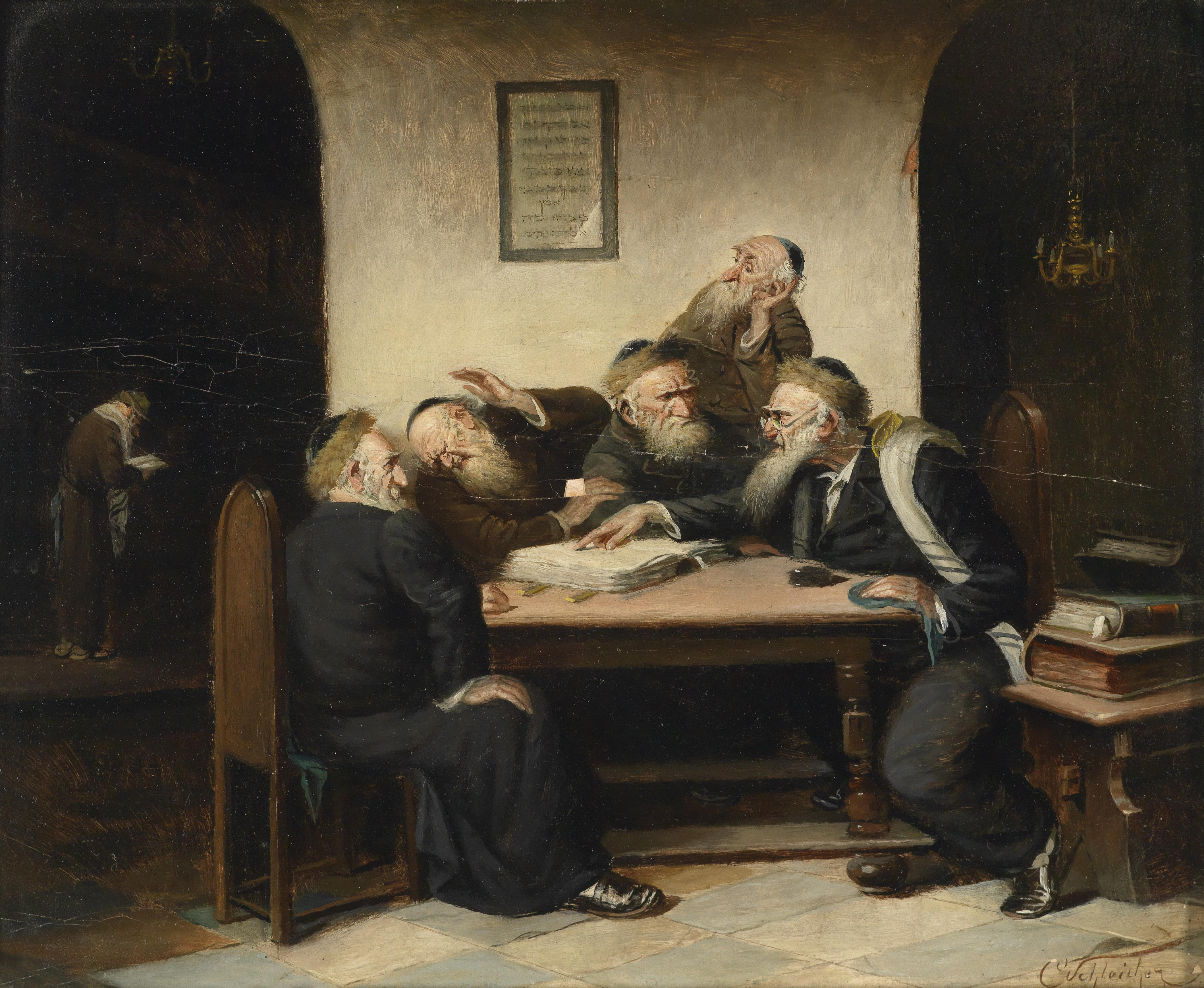
Una escena de rabinos debatiendo en la pintura de Carl Schleicher Una controversia sobre el Talmud, siglo XIX

Una controversia es la discusión de opiniones contrapuestas entre dos o más personas.
Áreas perennes de controversia son la religión, filosofía, política, ciencia, deportes e incluso entretenimiento. La controversia en temas de teología tradicionalmente ha sido de excepcional preocupación y la misma en general se considera divisora en una sociedad dada; algunos temas controvertidos son considerados tabú o muy delicados para ciertos sectores, a menos que un grupo dado de personas puedan tratar el tema desde una perspectiva común para discutir y compartir las posturas personales de cada quien sobre la cuestión.

## Controversia y polémica
A menudo se considera que controversia es sinónimo de polémica y si bien es verdad, este último se usa más en relación con el cuestionamiento o la duda de aceptación acerca de algo o alguien.

## Ejemplos de controversias
- Controversia sobre la existencia de dioses.
- Controversia sobre el calentamiento global.
- Controversia sobre la energía nuclear.
- Controversia de la biopsiquiatría.
- Controversia en los videojuegos.
- Controversia en la preferencias políticas.
- Controversia sobre el deporte